# Zaō-Quasi-Nationalpark
Der Zaō-Quasi-Nationalpark (japanisch 蔵王国定公園, Zaō Kokutei Kōen) ist ein Quasinationalpark in Japan. Der 1963 gegründete Park erstreckt sich in den Präfekturen Miyagi und Yamagata über eine Fläche von fast 400 km². Namensgebend für den Park ist der Vulkankomplex Zaō (1.841 m). Mit der IUCN-Kategorie V ist das Parkgebiet als Geschützte Landschaft/Geschütztes Marines Gebiet klassifiziert. Die Präfekturen Miyagi und Yamagata sind für die Verwaltung des Parks zuständig.

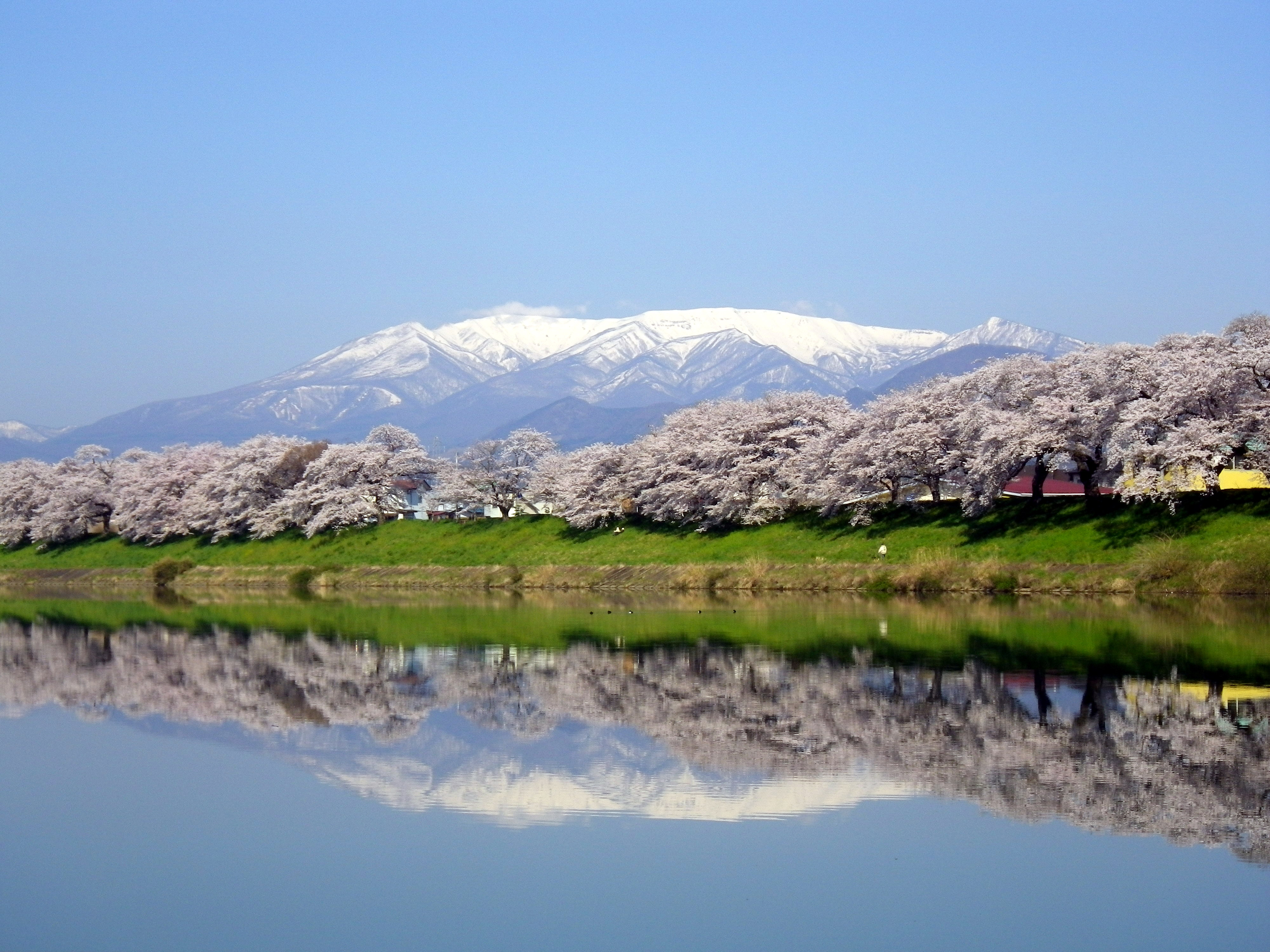
Der Vulkanberg Zaō zur Kirschblüte
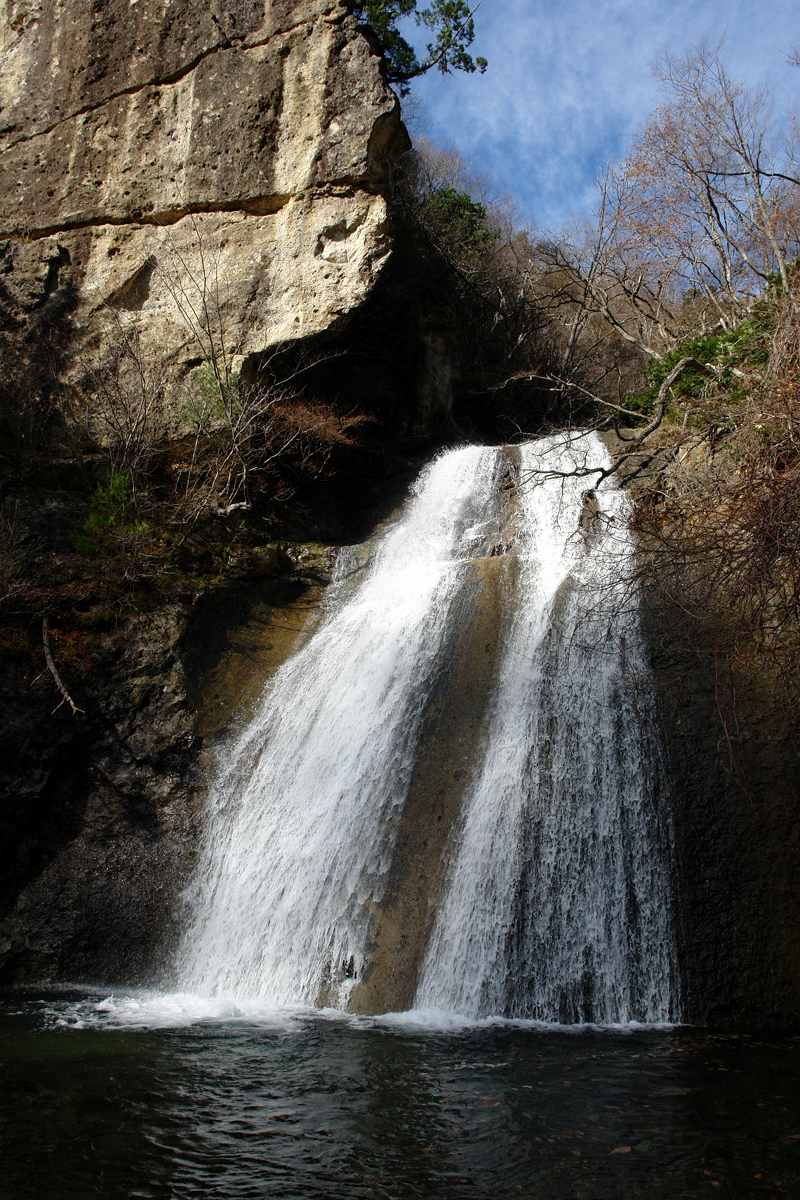
Omoshiroyama-Wasserfall
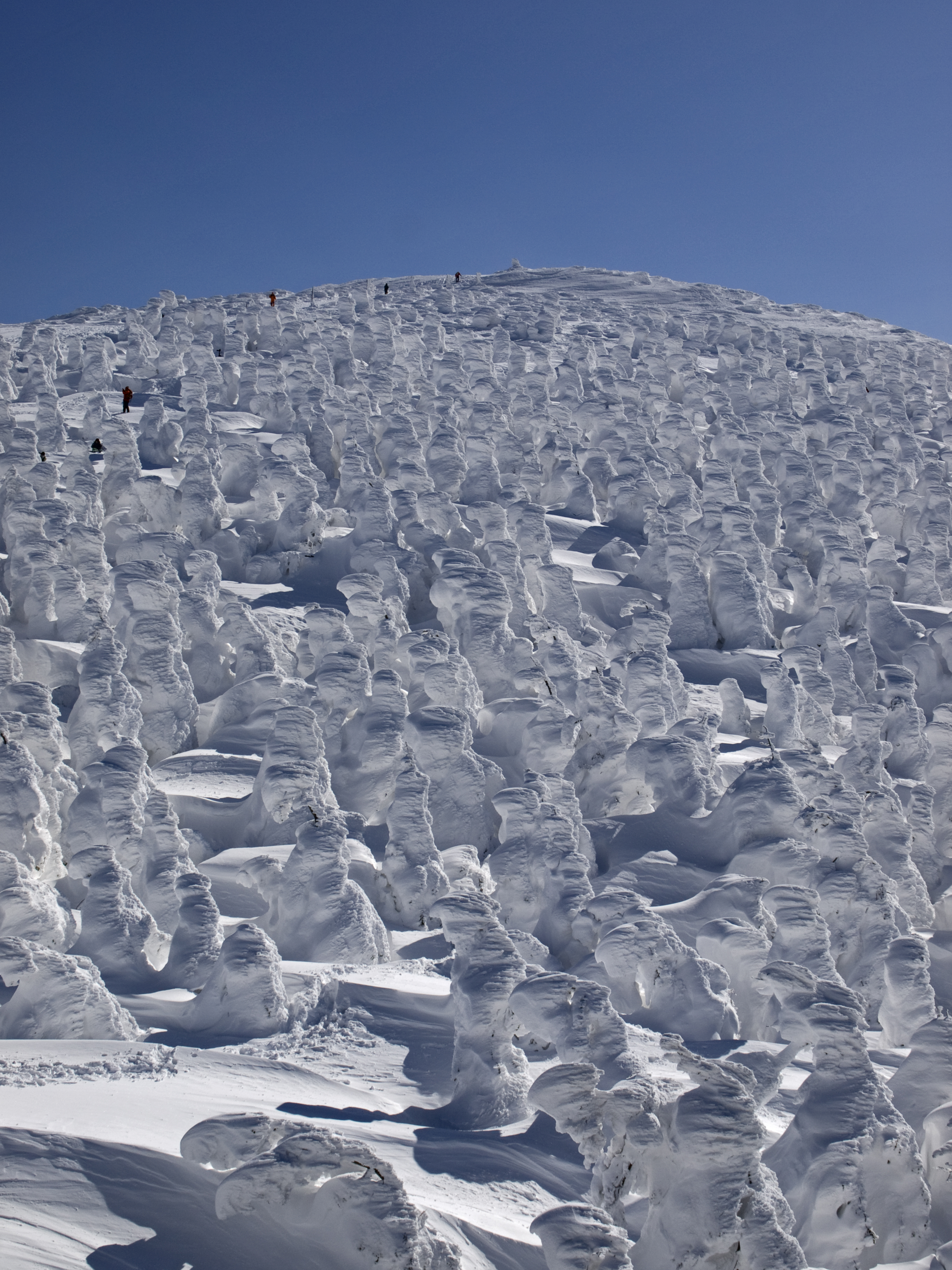
Mit Eis überzogene Bäume ("Schneemonster")